# Jean-Louis Steinberg

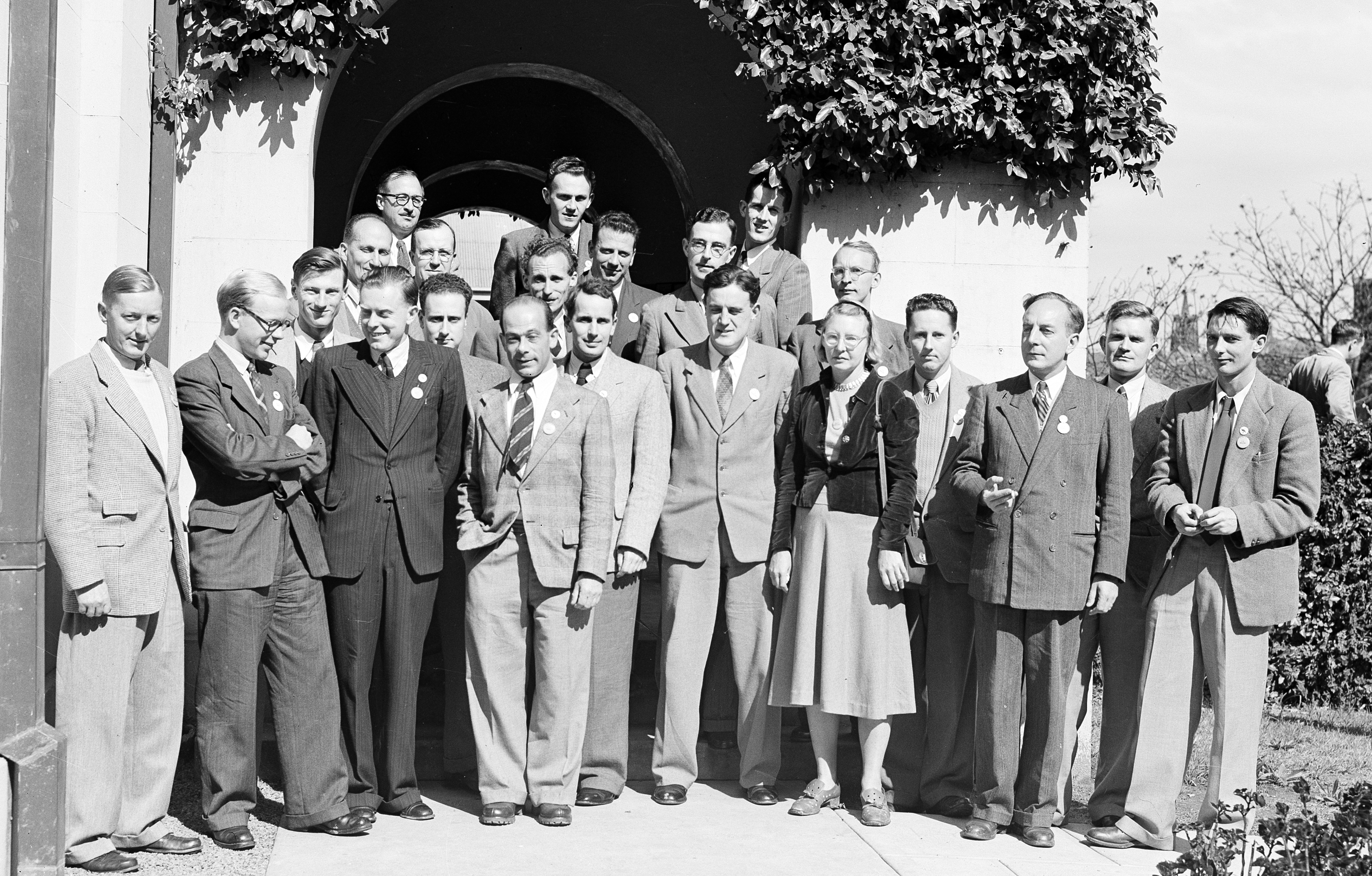
Steinberg in der 2. Reihe, 2. von links, Konferenz der International Union of Radio Science, Sydney 1952

Jean-Louis Steinberg (*  7. Juni 1922 in Paris; † 21. Januar 2016 ebenda) war ein französischer Astronom, der in Frankreich ein Pionier der Radioastronomie und astronomischen Weltraumforschung war.

## Leben
Steinberg studierte an der École normale supérieure (Paris), wo er 1943 einen Ingenieursabschluss erhielt und am Physik Labor war. Im Zweiten Weltkrieg wurde er im Juni 1944 aufgrund seiner jüdischen Herkunft mit seinen beiden Eltern und zwei Brüdern in das KZ Auschwitz-Birkenau verbracht – der jüngste Bruder entging der Deportation. Steinberg war dort Mitglied des internen Widerstands und überlebte als Einziger seiner Familie, wobei er noch den Todesmarsch nach Buchenwald mitmachte. Über die Erlebnisse berichtete er später als Mahnung in Schulklassen auch vor der weiterhin drohenden Gefahr ähnlicher Genozide. 1945 kehrte er nach Frankreich zurück und war dort ein Pionier der Radioastronomie mit Jean-François Denisse. Sie gründeten mit Hilfe des Leiters des Physik-Labors der ENS, Yves Rocard, eine Abteilung Astronomie und gründeten 1953 einen Radioastronomie-Ableger des Pariser Observatoriums in Nançay. 1965 wurde dort ein großes Radioteleskop durch de Gaulle eröffnet, das ab 1967 vollständig einsatzfähig war. Zusätzlich gründete Steinberg 1963 den Ableger des Pariser Observatoriums für astronomische Forschung im Weltall (Service d’Astronomie Spatiale). 1965 und 1967 wurden zwei Rubis-Raketen mit Radioempfängern gestartet, mit denen die Gruppe von Steinberg sehr langwellige Radiowellen (1,16 bis 2,40 MHz) der Galaxis entdeckte. Außerdem untersuchten sie thermisches Rauschen in der Ionosphäre. Steinberg untersuchte auch die Radioausbrüche der Sonne und wies durch gleichzeitige Beobachtungen eines Radioausbruchs der Sonne mit dem Radioteleskop in Nancay und über das Stereo I Experiment an Bord der sowjetischen Marssonde Mars-3 1971 erstmals die Gerichtetheit einiger Sonnenausbrüche nach. Die Forschung in der Abteilung für Weltraumphysik wurde unter Leitung von Steinberg auch auf andere Bereiche ausgedehnt, zum Beispiel auf Beobachtungen im Infraroten, in Richtung Planetologie und Stellarphysik.
1962 wurde er Herausgeber der Annales d’Astrophysique. Daraus entstand 1969 durch Steinberg in Zusammenarbeit mit Jan Hendrik Oort das European journal Astronomy & Astrophysics. Steinberg war dort noch fünf Jahre neben Stuart Pottash Chefherausgeber. Bei seiner Herausgebertätigkeit wurde er wesentlich durch seine Ehefrau Madeleine unterstützt.

## Auszeichnungen und Ehrungen
- 1979 erhielt er den Prix Félix Robin und 1993 den Prix des trois physiciens.
- Der Asteroid (13499) Steinberg ist nach ihm benannt.